# Bonfilio Paolazzi
Bonfilio Paolazzi (7. října 1875 Cembra – 3. ledna 1963 Milán) byl rakouský politik italské národnosti z Tyrolska (respektive z Jižního Tyrolska), na počátku 20. století poslanec Říšské rady.

## Biografie
Profesně působil jako ředitel v Trentu. Byl ředitelem organizace Sindicato agricolo industriale. Navštěvoval gymnázium v Trentu. Vystudoval právnickou fakultu Vídeňské univerzity. Působil pak v notářské a advokátní praxi. Zastával funkci správního rady Katolické banky v Trentu.
Byl i obecním radním a v letech 1908–1914 zasedal coby poslanec Tyrolského zemského sněmu. Na zemském sněmu byl řazen mezi národněliberální italské poslance.
Působil i jako poslanec Říšské rady (celostátního parlamentu Předlitavska), kam usedl ve volbách do Říšské rady roku 1907, konaných poprvé podle všeobecného a rovného volebního práva. Byl zvolen za obvod Tyrolsko 22. Po volbách roku 1907 byl uváděn coby člen poslaneckého klubu Italské lidové strany.